# Liga Venezolana de Béisbol Profesional
La Liga Venezolana de Béisbol Profesional (o LVBP por sus siglas), es la liga de béisbol profesional de mayor nivel en Venezuela, compuesta por ocho equipos locales que compiten entre sí desde finales de octubre hasta finales de enero del año siguiente.
Al final de la temporada, el equipo que resulte campeón representa a Venezuela en la Serie del Caribe, compitiendo junto con los campeones de las ligas invernales de Colombia, México, Panamá, Puerto Rico, y República Dominicana.

## Historia

### Antecedentes
El béisbol empezó a tener su auge en Venezuela en 1941, tras las victorias de la selección de béisbol de Venezuela en la Copa Mundial de Béisbol en las ediciones de 1941, 1944 y 1945. Para entonces, la aparición del béisbol profesional en Venezuela atrajo a muchos jugadores de pelota del Caribe y los Estados Unidos para el país, mostrando un deporte más integrado comparado con el de los Estados Unidos. Esto se evidencia en la contratación de jugadores como Ramón Bragaña, Martín Dihigo, Oscar Estrada, Manuel García, Bertrum Hunter, Roy Campanella, Sam Jethroe, Satchel Paige, y Roy Welmaker.

### Inicios de la liga
Luego de las victorias de la selección de béisbol de Venezuela en la Copa Mundial de Béisbol en las ediciones de 1941, 1944 y 1945, la popularidad del béisbol aumentó aún más, y de esa forma; el 27 de diciembre de 1945, los dueños de los equipos Cervecería Caracas, Magallanes, Sabios del Vargas y Patriotas de Venezuela constituyen la Liga Venezolana de Béisbol Profesional.
La liga se registró formalmente como una institución durante enero de 1946 y posteriormente el 12 de enero de ese mismo año, se organizó el primer campeonato profesional de béisbol con la participación de esos cuatro equipos, el primer encuentro fue jugado entre los Patriotas de Venezuela y Magallanes, resultando ganador este último, aunque el equipo de Sabios del Vargas sería el primer campeón del béisbol profesional venezolano, con un balance de 18 victorias y 12 derrotas.
Entre 1952 y 1953 ocurrieron cambios significativos, Cervecería Caracas es vendido y cambia de nombre a Leones del Caracas, mientras que Sabios del Vargas y Patriotas de Venezuela se retiraron del campeonato por problemas económicos.
Ante la ausencia de equipos para la temporada 1953-54 se decidió invitar por esa temporada a dos equipos del estado Zulia que tenía su propia liga (Liga Occidental), Gavilanes y Pastora; los Patriotas de Venezuela se reincorporaron en la temporada 1954-55 y los Sabios del Vargas fueron sustituidos por el Santa Marta, el cual modificaría su nombre al año siguiente (1955) pasando la franquicia de la ciudad de La Guaira a Valencia para denominarse Industriales de Valencia. Ese mismo año ocurrió otro cambio de nombre, Patriotas de Venezuela pasó a llamarse Licoreros del Pampero propiedad de una empresa licorera venezolana. En la temporada 1956-57 Magallanes desapareció y su lugar lo ocupó los Indios de Oriente.
Luego en la temporada 1957-58 la liga establece algunos cambios entre los cuales destaca que se debían hacer juegos entre la Liga Occidental y la Liga Central y los ganadores de cada liga disputarían unos partidos adicionales para determinar al equipo representante en la Serie del Caribe.
La temporada 1959-60 no se pudo culminar por un conflicto laboral entre la Asociación de Peloteros y la directiva de los clubes sobre la eliminación de los play offs que reclamaban los peloteros. Pampero vende su franquicia para la temporada 1962-63 surgiendo los Tiburones de La Guaira.
En la temporada 1964-65 las Estrellas Orientales desaparecen y nuevamente retorna el Magallanes, esta vez bajo el nombre de Navegantes del Magallanes. Todos los equipos jugaban de local en Caracas menos Industriales de Valencia.

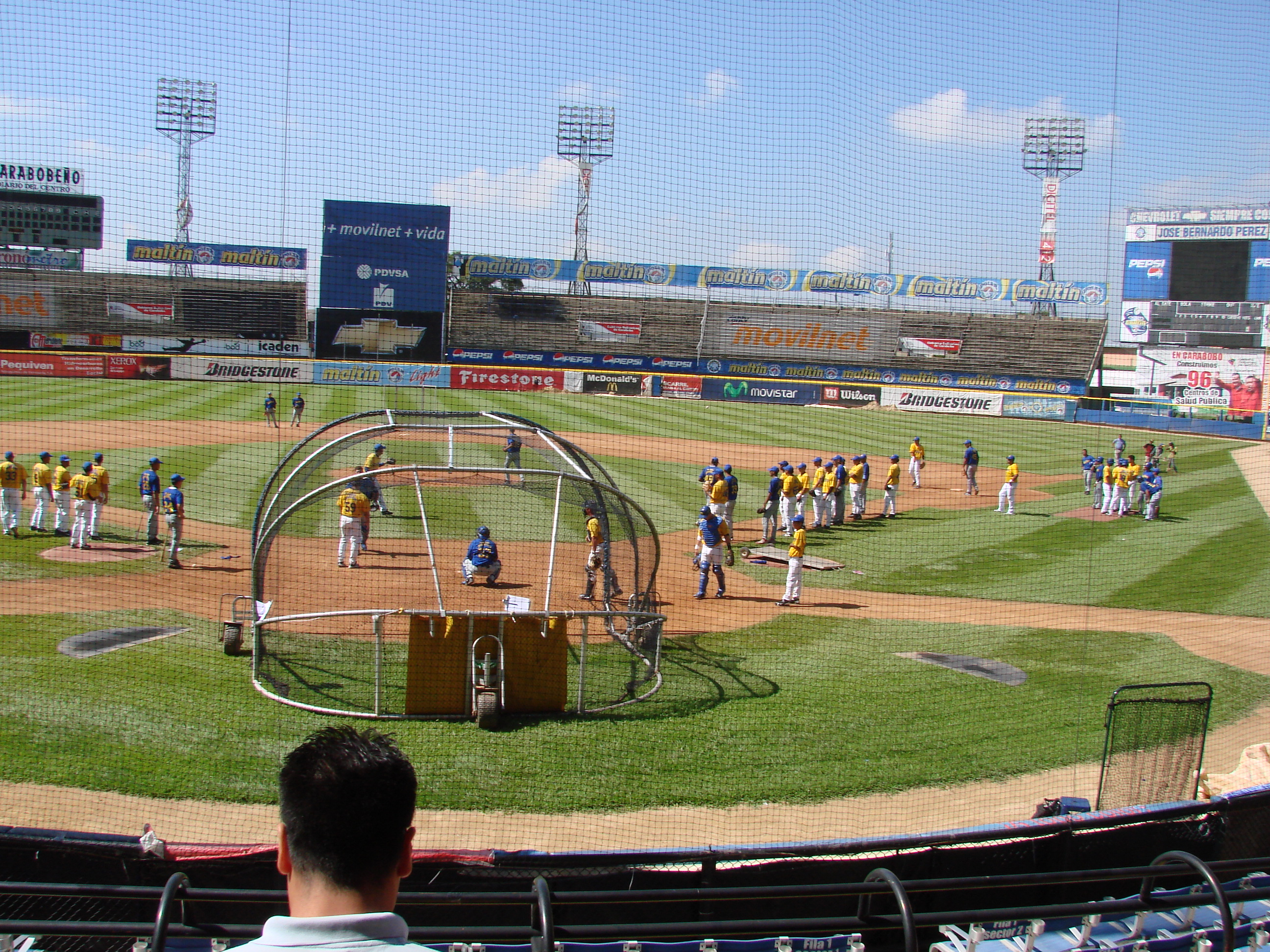
Practica de los Navegantes del Magallanes en el Estadio José Bernardo Pérez de Valencia en el 2007

### Primera expansión
En 1964 la liga pasó a tener seis equipos con la inclusión de los Cardenales de Lara y los Tigres de Aragua, ocurriría así la primera ampliación de la liga. En 1968 los Industriales de Valencia se retiran de esa ciudad y se trasladan a Acarigua denominándose Llaneros de Acarigua disputando únicamente esa temporada porque en 1969 entra el equipo de las Águilas del Zulia en sustitución de los Llaneros de Acarigua (herederos de la franquicia originalmente llamada Sabios del Vargas). En ese año los Navegantes del Magallanes trasladan su sede de Caracas a Valencia. En cinco años había variado notablemente la liga, ya los equipos no se concentraban sólo en Caracas, además se encontraban en Barquisimeto, Maracay, Maracaibo y Valencia.
La temporada 1973-74 fue suspendida por una segunda huelga de peloteros con los dueños de los equipos venezolanos de béisbol. En 1975 nació un nuevo equipo, producto de la fusión entre los Leones del Caracas y los Tiburones de La Guaira, debido a las diferencias sobre la renta que debían cancelar esos clubes a la Universidad Central de Venezuela por el uso del Estadio Universitario de Caracas, llamándose entonces los Llaneros de Portuguesa y conocidos popularmente como los Tibuleones, participando así solo esa temporada tras la solución del conflicto.

### Segunda expansión
En 1991 la liga se expandió a ocho equipos, con la inclusión de los Caribes de Anzoátegui (anteriormente Caribes de Oriente) y los Petroleros de Cabimas, este último para la temporada de 1995-96 cambia su nombre por Pastora de Occidente, siendo su nueva sede la ciudad de Maracaibo; para la temporada de 1997-98 vuelven a cambiar de nombre, llamándose ahora Pastora de Los Llanos, y su nueva sede sería la ciudad de Acarigua, años más tarde llega la temporada 2007-08, en la cual una vez más cambian de domicilio y pasaron a llamarse Bravos de Margarita siendo su sede la ciudad de Porlamar.
En mayo de 2006 se realiza la convención anual de la Liga Venezolana de Béisbol Profesional, donde por primera vez se discute la posibilidad de una tercera expansión de la liga, las opciones reales podrían ser para dos equipos, uno en San Cristóbal denominado Toros del Táchira y otro llamado Diamantes de Guayana con sede en Ciudad Guayana.

## Sistema de competencia

### Temporada regular
Durante la temporada regular, se disputarán doscientos veinticuatro (224) partidos, a razón de cincuenta y seis (56) juegos para cada uno de los ocho (8) equipos, y se hará de la siguiente manera: ocho (8) juegos con cada equipo, constando de cuatro (4) partidos como home club y cuatro (4) como visitante.
Al concluir la ronda eliminatoria, clasificarán a la postemporada de manera directa los cuatro (4) equipos que tengan el mejor récord de victorias y derrotas, mientras que el quinto (5to) y sexto (6to) lugar disputarán el último cupo por el pase al Todos contra Todos en la Serie del Comodín que consta de dos (2) partidos.

### Primera Serie de Postemporada
Los seis (6) equipos clasificados a la etapa de postemporada jugarán tres (3) series de play-off a siete (7) juegos cada una para ganar cuatro (4), con descanso entre los juegos 2-3 y 5-6; de la siguiente manera:
- El primer (1.º) clasificado (home club) enfrentará al sexto (6.º) clasificado (visitante).
- El segundo (2.º) clasificado (home club) enfrentará al quinto (5.º) clasificado (visitante).
- El tercer (3.º) clasificado (home club) enfrentará al cuarto (4.º) clasificado (visitante).

Los tres (3) ganadores de cada una de las series, clasificarán a la siguiente serie semifinal. Dentro de los perdedores de la Primera Serie de Postemporada, se escogerá al cuarto (4.º) clasificado mediante la celebración de un Juego de Comodín (“Wild Card”) que se jugará entre los dos (2) mejores posicionados de la Ronda Eliminatoria, en el día siguiente a la terminación de la Primera Serie de Postemporada y en la sede del equipo que haya logrado el mejor puesto clasificatorio en la temporada regular. El Ganador del Comodín se convierte en el cuarto (4.º) equipo clasificado y ocupará dicha posición y no tendrá día de descanso para el inicio de la Serie Semifinal.

### Serie Semifinal
Los cuatro (4) equipos clasificados de la serie anterior jugarán dos (2) series de play-off a siete (7) juegos cada una para ganar cuatro (4), con descanso entre los juegos 2-3 y 5-6. La posición de los tres (3) primeros clasificados, se determinará por la ubicación que hayan tenido en la Ronda Eliminatoria, de la siguiente manera:
- El primer (1.º) clasificado (home club) enfrentará al cuarto (4.º) clasificado (visitante).
- El segundo (2.º) clasificado (home club) enfrentará al tercer (3.º) clasificado (visitante).
- Los dos (2) ganadores de cada una de las series, clasificarán a la final.[9]

### Serie Final
La final con definición en siete (7) juegos para ganar cuatro (4), entre los dos (2) equipos que hayan ganado sus series semifinales, tendrá un día de descanso entre los juegos 3 y 4; o 2 días libres entre los juegos 2-3 y 5-6.
La Serie Final iniciará en la sede del equipo que haya ocupado la mejor posición en la Ronda Eliminatoria, pero en cualquier caso, el cuarto equipo clasificado de la Primera Serie de Postemporada, perderá la condición de abrir como home club en caso de ir a la final.

## Equipos
| Equipo                    | Ciudad/Entidad federal     | Estadio                          | Capacidad | Fundación              | Anexo   | Títulos | Subtítulos | Títulos del Caribe |
| ------------------------- | -------------------------- | -------------------------------- | --------- | ---------------------- | ------- | ------- | ---------- | ------------------ |
| Águilas del Zulia         | Maracaibo, Zulia           | Luis Aparicio “El Grande”        | 23.500    | 1 de marzo de 1969     | 1969−70 | 6       | 4          | 2                  |
| Bravos de Margarita       | Porlamar, Nueva Esparta    | Nueva Esparta “Sector Guatamare” | 18.000    | 12 de julio de 2007    | 2007-08 | 0       | 1          | 0                  |
| Cardenales de Lara        | Barquisimeto, Lara         | Antonio Herrera Gutiérrez        | 20.450    | 5 de noviembre de 1942 | 1965-66 | 7       | 13         | 0                  |
| Caribes de Anzoátegui     | Puerto La Cruz, Anzoátegui | Alfonso “Chico” Carrasquel       | 18.000    | 15 de julio de 1987    | 1991-92 | 4       | 4          | 0                  |
| Leones del Caracas        | Caracas, Distrito Capital  | Monumental “Simón Bolívar”       | 38.000    | 10 de mayo de 1917     | 1917    | 21      | 17         | 2                  |
| Navegantes del Magallanes | Valencia, Carabobo         | José Bernardo Pérez              | 16.000    | 26 de octubre de 1946  | 1946    | 13      | 13         | 2                  |
| Tiburones de La Guaira    | La Guaira, La Guaira       | Jorge Luis García Carneiro       | 14.300    | 31 de octubre de 1962  | 1962-63 | 8       | 7          | 1                  |
| Tigres de Aragua          | Maracay, Aragua            | José Pérez Colmenares            | 12.650    | 15 de octubre de 1965  | 1965-66 | 10      | 9          | 1                  |

## Campeones

### Equipos campeones
| Leones del Caracas         | 21 | 17 | 2022-23 |
| Navegantes del Magallanes  | 13 | 13 | 2021-22 |
| Tigres de Aragua           | 10 | 9  | 2015-16 |
| Tiburones de La Guaira     | 8  | 7  | 2023-24 |
| Cardenales de Lara         | 7  | 13 | 2024-25 |
| Águilas del Zulia          | 6  | 4  | 2016-17 |
| Caribes de Anzoátegui      | 4  | 4  | 2020-21 |
| † Industriales de Valencia | 4  | 4  | 1962-63 |
| † Sabios del Vargas        | 2  | 1  | 1946-47 |
| † Indios de Oriente        | 1  | 3  | 1958-59 |
| † Pastora BBC              | 1  | 0  | 1953-54 |
| Bravos de Margarita        | 0  | 1  | -       |
| † Licoreros del Pampero    | 0  | 1  | -       |
| † Equipos desaparecidos.   |    |    |         |

## Transmisión

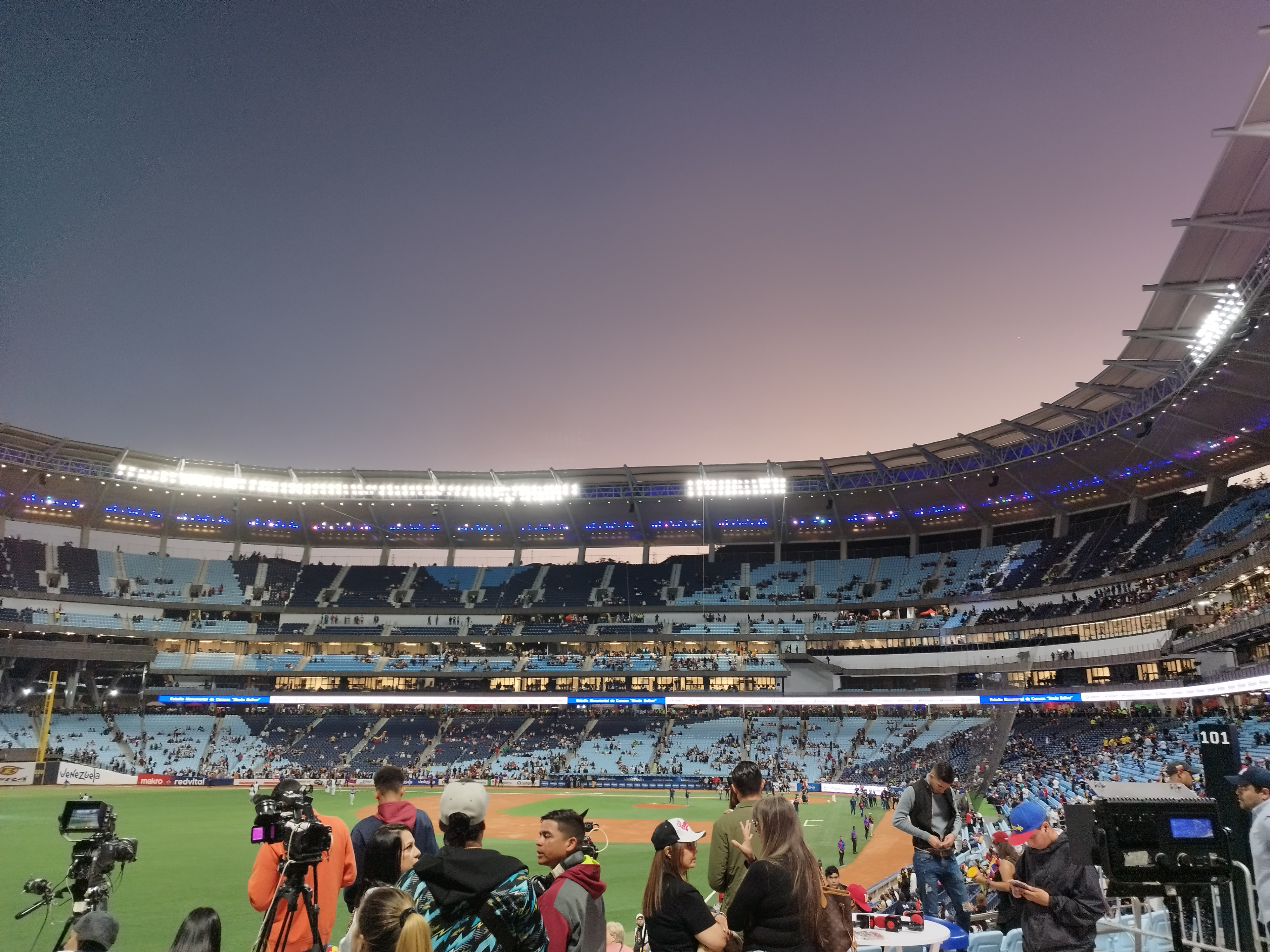
Medios de comunicación cubriendo la Serie del Caribe 2023 en el Estadio Monumental de Caracas Simón Bolívar

Desde la década de los años 70 se transmite este pasatiempo por televisión. El primer canal autorizado para su transmisión fue Radio Caracas Televisión desde 1970 hasta 1978, cuando cedió sus derechos a Venezolana de Televisión, canal que televisó este deporte hasta 1983. Cabe destacar que Televisora Nacional también estuvo presente en el Béisbol Profesional de Venezuela, pero solo desde 1990 hasta 1991.
Radio Caracas Televisión retomó las transmisiones desde 1983 hasta 1993, año en el cual, la Liga firmó contrato con Venevisión y Televen; este último transmitió este deporte hasta el año 2001, ya que para la temporada 2001-2002 de la LVBP vendió sus derechos al canal deportivo Meridiano Televisión. En 1995 nació un nuevo canal regional en Barquisimeto llamado Promar TV que transmitía los juegos de Cardenales de Lara desde la temporada 1995-1996, específicamente el 20 de noviembre de 1995 cuando hizo su debut en la LVBP con la transmisión del encuentro entre Tigres de Aragua y Cardenales de Lara en el Estadio Antonio Herrera Gutiérrez. Los canales por suscripción ESPN, ESPN2, ESPN3 y Fox Sports han transmitido juegos de la liga y desde la temporada 2008-2009 hizo también lo mismo otra televisora de paga, Meridiano Max; la cual solo estuvo presente en dicha edición para ser reemplazada por la cadena televisiva de señal satelital, DirecTV Sports, quien comenzó sus transmisiones en la temporada 2009-2010 y finalizando en la temporada 2019-2020, para ser sustituidos en su lugar por DirecTV Sports 2 y DirecTV Sports+ en la temporada 2020-2021, transmitiendo solo esa edición de la Liga, ya que a partir de la temporada siguiente (2021-2022) pasan a ser ahora SimpleTV Sports, y también se unió a las transmisiones la cadena ByM Sport de la compañía de televisión por suscripción Inter y desde mayo del año 2024 pasa también a formar parte de la televisión satelital SimpleTV, sustituyendo de esta manera al canal SimpleTV Sports, quien transmitió la LVBP solo hasta la temporada 2023-2024.
Desde la temporada 2014-2015 los partidos contarían con un solo equipo de cámaras y móviles tras una alianza con la productora VC Medios, donde los canales de televisión ya no serán los que se entenderán directamente con la liga, sino que la empresa VC Medios le compra los derechos a la LVBP para luego vender la señal a distintos medios como Venevisión, Meridiano TV y DirecTV Sports, donde estos canales solo se encargarían de enviar su talento (narradores, comentaristas y personal operativo) para dar seguimiento a dichos partidos. No obstante, los derechos de transmisión del Juego de Las Estrellas quedan en manos de la Asociación Única de Peloteros Profesionales de Venezuela, la cual puede firmar con cualquier canal de televisión.
En esa misma temporada se sumaron otras televisoras tales como Globovisión (que solo transmitió la ronda eliminatoria de esa zafra), Tves, y algunas televisoras regionales, además de Fox Sports (Latinoamérica) como la cadena de televisión estadounidense que ha emitido a nivel internacional. En el año 2015, se integró a las transmisiones el canal de televisión por suscripción, IVC, y en el año 2016, hizo lo mismo; el canal por señal abierta, TLT. Por su parte, Tves no llegó a transmitir la temporada 2016-2017 de la LVBP por problemas económicos, pero volvieron para reiniciar transmisiones en la temporada 2017-2018 en donde continuaron hasta la temporada 2019-2020, mientras que TLT solo transmitió la Ronda Eliminatoria de la edición 2017-2018 para luego volver en la siguiente (2018-2019) junto a Globovisión que también regresó a la LVBP tras 3 temporadas de ausencia. Sin embargo, el canal Globovisión solo estuvo presente en la temporada regular de esa edición, más no en el round robin ni en la zafra siguiente (2019-2020) por motivos desconocidos. Por otra parte, la televisora regional de Barquisimeto, Promar TV, informó que tampoco seguirá transmitiendo los juegos del equipo Cardenales de Lara también por razones desconocidas. De igual manera, se decretó la salida de Venevisión del Béisbol Profesional de Venezuela por primera vez en 25 años; para transmitir la temporada 2018-2019, después de estar presente de manera ininterrumpida durante 25 campañas consecutivas, cortando de esa forma la racha más larga y extensa hasta ahora para un canal de televisión en llevar un evento deportivo como éste, además de que por quinta temporada consecutiva, la LVBP no contó con las transmisiones televisivas del Canal de la Colina.
Vale destacar también que a partir de la temporada 2020-21 de la LVBP, el canal deportivo Meridiano Televisión ha dejado de transmitir este pasatiempo, terminando su período de 19 años. Sin embargo, para la temporada 2022-23 se concreta su regreso, así como también el de Televen después de 21 años de ausencia.
Para la temporada 2023-24, se concretó el regreso de Venevisión y el de Tves después de 5 y 3 años de ausencia respectivamente. De igual forma, se unió por primera vez el Canal I a las transmisiones de la LVBP, pero una vez más se concretó la salida del canal deportivo Meridiano Televisión.
En la zafra de la LVBP 2024-25 se sumó por primera vez a las transmisiones, la nueva televisora de señal satelital llamada: 1 Baseball Network, la primera estación televisiva de América Latina en dedicar toda su programación 100% al béisbol; tanto la LVBP, otras ligas de béisbol profesional del Caribe, así como también las Grandes Ligas de Béisbol. También regresó nuevamente a las transmisiones de la LVBP, el canal de los especialistas en deportes, Meridiano Televisión, luego de estar ausente durante la temporada anterior de la Liga Venezolana de Béisbol Profesional (2023-24); y quedándose fuera de esta manera el canal de señal abierta digital terrestre La Tele Tuya de dichas transmisiones.
Desde el año 2018 se lanzó la plataforma de streaming, Béisbol Play que transmite todos los juegos de la LVBP a nivel mundial desde su sitio web y apps para iOS, Android y TV Apps. Béisbol Play es el streaming oficial de la Liga Venezolana de Béisbol Profesional.

### Cadenas
| Cadena                           | Inicio | Fin      | Nota |
| -------------------------------- | ------ | -------- | --- |
| Radio Caracas Televisión         | 1970   | 1978     | Transmitió por señal abierta.                                                                                 |
| Radio Caracas Televisión         | 1983   | 1993     | Transmitió por señal abierta.                                                                                 |
| Televisora Nacional              | 1990   | 1991     | Transmitió por señal abierta.                                                                                 |
| Venezolana de Televisión         | 1978   | 1983     | Transmitió por señal abierta.                                                                                 |
| Venevisión                       | 1993   | 2018     | Transmitió por señal abierta.                                                                                 |
| Venevisión                       | 2023   | presente | Transmite en señal abierta y por streaming.                                                                   |
| Televen                          | 1993   | 2001     | Transmitió por señal abierta.                                                                                 |
| Televen                          | 2022   | presente | Transmite en señal abierta y por streaming.                                                                   |
| Promar TV                        | 1995   | 2018     | Solo transmitió los juegos de los Cardenales de Lara.                                                         |
| Pastime Sports                   | 1997   | 2000     | Transmitió por señal abierta.                                                                                 |
| CMT                              | 1999   | 2001     | Transmitó por señal abierta sólo algunos juegos de la ronda regular de los Tiburones de La Guaira.            |
| Meridiano Televisión             | 2001   | 2020     | Transmitió por señal abierta.                                                                                 |
| Meridiano Televisión             | 2022   | 2023     | Transmitió por señal abierta.                                                                                 |
| Meridiano Televisión             | 2024   | presente | Transmite en señal abierta para algunas zonas.                                                                |
| Fox Sports (Latinoamérica)       | 2001   | 2017     | Transmitió por señal paga.                                                                                    |
| ESPN                             | 2006   | 2010     | Transmitió por señal paga.                                                                                    |
| Meridiano Max                    | 2008   | 2009     | Transmitió por señal paga.                                                                                    |
| ESPN2                            | 2011   | 2013     | Transmitió por señal paga.                                                                                    |
| ESPN3                            | 2013   | 2014     | Transmitió por señal paga.                                                                                    |
| DirecTV Sports                   | 2009   | 2020     | Transmitió por señal satelital.                                                                               |
| DirecTV Sports 2 DirecTV Sports+ | 2020   | 2021     | Transmitió por señal satelital.                                                                               |
| DAT TV                           | 2006   | 2010     | Transmitió por señal abierta.                                                                                 |
| TVO                              | 2008   | 2009     | Solo transmitió los juegos de los Caribes de Anzoátegui.                                                      |
| Anzoátegui TV                    | 2011   | 2012     | Solo transmitió los juegos de los Caribes de Anzoátegui.                                                      |
| SimpleTV Sports                  | 2021   | 2024     | Transmitió por señal satelital únicamente por SimpleTV.                                                       |
| ByM Sport                        | 2021   | presente | Transmite en señal satelital tanto por SimpleTV como por Inter.                                               |
| Globovisión                      | 2014   | 2015     | Solo transmitió los partidos de las rondas regulares de las temporadas 2014-2015 y 2018-2019.                 |
| Globovisión                      | 2018   | 2019     | Solo transmitió los partidos de las rondas regulares de las temporadas 2014-2015 y 2018-2019.                 |
| Tves                             | 2014   | 2016     | Transmitió por señal abierta.                                                                                 |
| Tves                             | 2017   | 2019     | Transmitió por señal abierta.                                                                                 |
| Tves                             | 2023   | presente | Transmite en señal abierta.                                                                                   |
| IVC Networks                     | 2015   | presente | Transmite en señal paga. Canal propietario de VC Medios.                                                      |
| La Tele Tuya                     | 2016   | 2017     | Transmitió por señal abierta digital terrestre.                                                               |
| La Tele Tuya                     | 2018   | 2024     | Transmitió por señal abierta digital terrestre.                                                               |
| Canal I                          | 2023   | presente | Transmite en señal abierta y por streaming. Canal oficial de los Tiburones de La Guaira.                      |
| 1 Baseball Network               | 2024   | presente | Transmite en señal satelital para Venezuela por SimpleTV como por Inter, y para Colombia por Claro y DirecTV. |
| Béisbol Play                     | 2018   | presente | Streaming oficial de la LVBP.                                                                                 |